# Янушевский, Юстинас
Юстинас Янушевский (лит. Justinas Januševskij; 26 марта 1994, Тракай, Литва) — литовский футболист, защитник клуба «Паневежис». Выступал за сборную Литвы.

## Биография

### Клубная карьера
Начинал профессиональную карьеру в 2011 году в клубе первой лиги «Тракай» (нынешнее название — «Ритеряй»). По итогам сезона 2013 «Тракай» перешёл в высшую лигу, где в первом же сезоне финишировал на 4 месте, получив право участвовать в квалификации Лиги Европы, затем три сезона подряд занимал призовые места в чемпионате. В 2019 году Янушевский покинул «Ритеряй» и подписал контракт с клубом «Паневежис».

### Карьера в сборной
С 2014 по 2016 год выступал за молодёжную сборную Литвы, был капитаном команды.
За взрослую сборную дебютировал 8 июня 2018 года в товарищеской встрече со сборной Ирана, отыграв весь матч. Осенью того же года принял участие в двух матчах сборной Литвы в рамках Лиги наций УЕФА.